# Chiesa di Santa Maria Assunta (Montebello Vicentino)
La chiesa prepositurale di Santa Maria Assunta è la parrocchiale di Montebello Vicentino, in provincia e diocesi di Vicenza; fa parte del vicariato di Lonigo.

## Storia

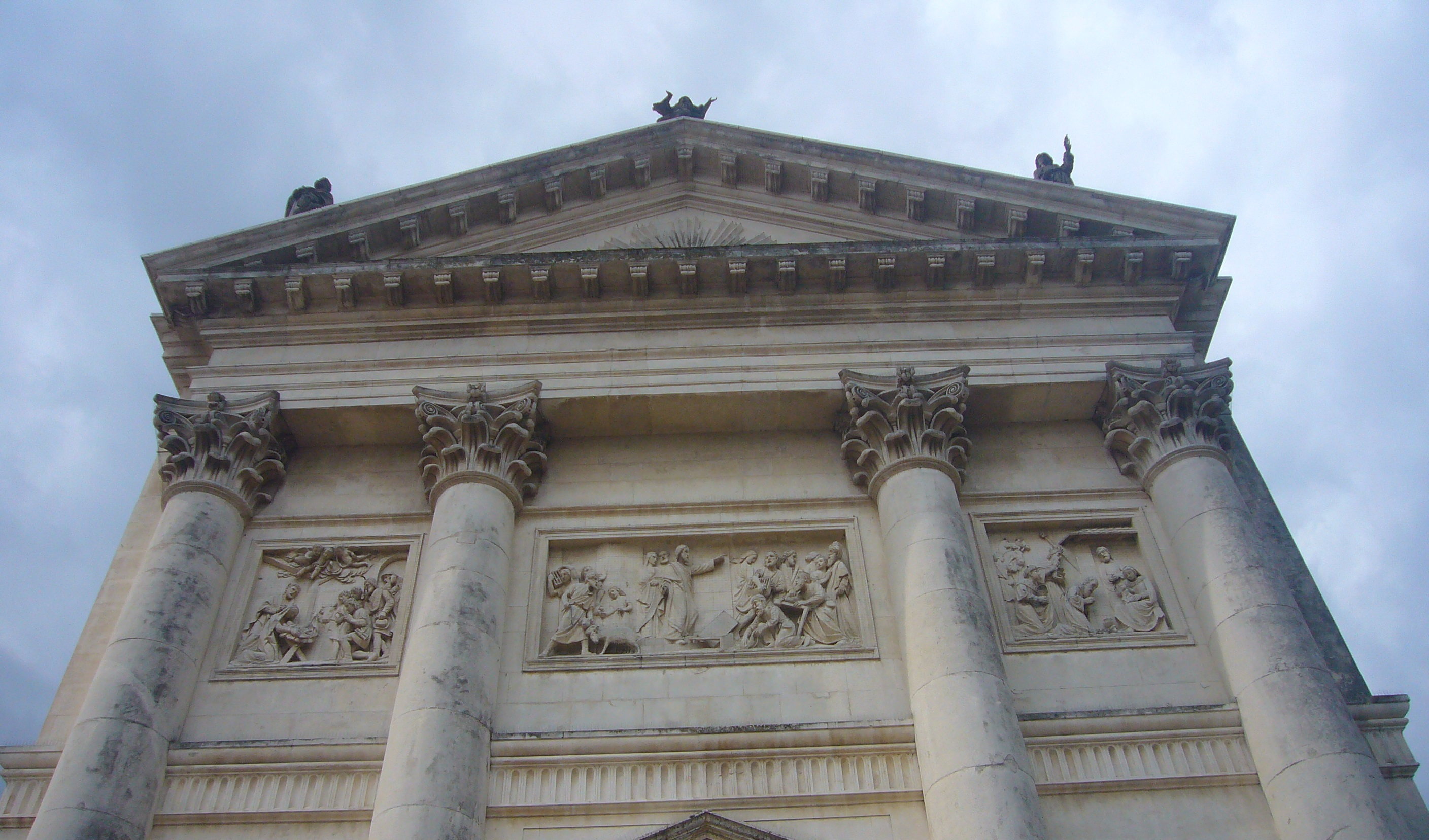
La parte superiore della facciata

L'originario luogo di culto montebellano, sui cui esercitava i diritti la famiglia Maltraverso, era una cappella filiale della pieve di Santa Maria di Montecchia di Crosara; alla fine del Duecento vi era già una chiesa parrocchiale, collegiata e prepositurale, poi riedificata più volte fino al 1498.
A volere l'edificazione di una nuova chiesa fu Francesco Scortegagna, eletto prevosto del paese nel 1761. Nonostante il valore storico della precedente costruzione, si preferì infatti optare per una nuova edificazione, viste le dimensioni anguste e lo scarso gusto artistico della precedente.
La prima pietra della nuova parrocchiale neoclassica venne posta il 18 ottobre 1776, sulla base di un progetto di Giorgio Massari: i lavori, costati 17.000 ducati, vennero però affidati al capomastro Vincenzo Squarcina di Vicenza poiché Massari era deceduto dieci anni prima. Il presbiterio e le due sacrestie vennero realizzate quasi in corrispondenza della facciata del precedente tempio e, a lavori ancora in corso, il 15 agosto 1784 si cominciò ad officiare. I lavori terminarono, seppure ancora allo stato grezzo, nel 1798, con la benedizione dell'arciprete di Montorso don Celestino Bonvicini il 14 gennaio. Lo stesso anno il prevosto Scortegagna, che aveva fortemente incoraggiato la realizzazione della chiesa, morì e venne sepolto nel presbiterio.
Nel 1819 iniziarono i lavori di realizzazione del campanile, anch'esso su disegno del Massari ma fortemente rimaneggiati: i lavori vennero diretti dall'ing. Antonio Zimello, che li concluse nel 1849. Nel frattempo continuarono i lavori interni, con la realizzazione dei vari altari e delle varie opere decorative.
Il completamento della facciata iniziò nel 1874, sulla base di un disegno del Massari ma alterato dallo Zimello, che ne diresse anche i lavori.
Tra il 1929 e il 1930 l'interno della chiesa venne decorato dal pittore vicentino Francesco Noro; negli anni settanta si procedette all'adeguamento liturgico secondo le nuove norme mediante l'aggiunta dell'altare rivolto verso l'assemblea.

## Descrizione
Il disegno originario per la chiesa venne affidato al noto architetto vicentino Giorgio Massari, sia per la facciata che per quanto riguarda gli interni: a causa però della morte dell'architetto nel 1766, questi non poté seguire direttamente i lavori, che vennero infatti coordinati dal capomastro Vincenzo Squarcina. Lo Squarcina interpretò con molta libertà i disegni originali, rimaneggiandoli e semplificandoli e privandoli così delle rifiniture tipiche delle opere massariane.

### Esterno
La facciata a capanna della chiesa, rivolta a nordest e scandita da quattro semicolonne d'ordine corinzio sorreggenti il timpano dentellato, presenta centralmente il portale d'ingresso, sormontato da un frontoncino; ai lati vi sono due nicchie con statue e sopra tre riquadri contenenti degli altorilievi. A decorazione del frontone sono superiormente collocate tre statue di Antonio Squarsise: l'Assunta al centro con i compatroni della parrocchia San Rocco a sinistra e San Daniele a destra. Nella nicchia di sinistra la statua dell'Arcangelo Michele, a destra dell'Arcangelo Raffaele e superiormente i tre altorilievi della Natività, della Cacciata dei Profanatori del tempio e dell'Adorazione dei Magi, tutte opere di Valentino Saitz. A concludere la decorazione, nel mezzo del timpano, una finestra semirotonda raggiata.
Due entrate laterali si aprono ai lati della chiesa.

### Interno

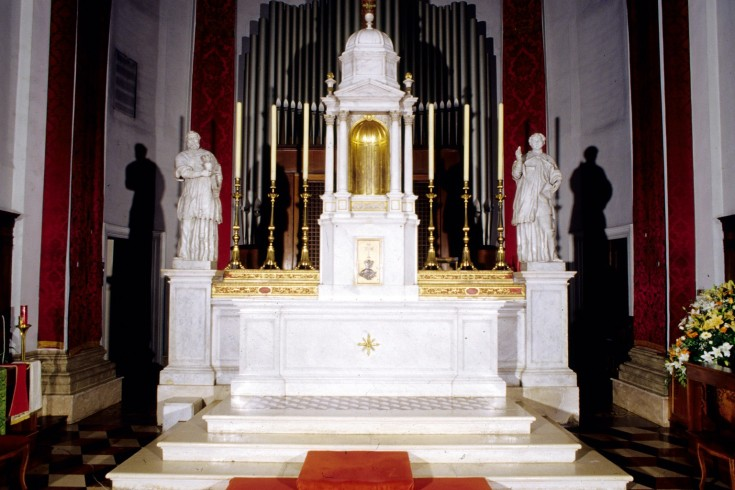
L'altare maggiore, di Francesco Lazzari, con le statue di Giacomo Cassetti ai lati.

L'interno dell'edificio si compone di un'unica navata, sulla quale si affacciano tre cappelle laterali per lato introdotte da archi a tutto sesto e le cui pareti sono scandite da doppie lesene sorreggenti la trabeazione modanata e aggettante sopra la quale si imposta la volta ribassata; al termine dell'aula si sviluppa il presbiterio, rialzato di cinque gradini, coperto da volta a botte e chiuso dall'abside di forma semicircolare.
Il coro è decorato lateralmente da due grandi encausti, opere del 1894 di Antonio Ermolao Paoletti: a destra il Cristo e la Cananea e a sinistra il Sinite parvulos. L'altare maggiore, oggi non più usato perché non rivolto al popolo, e il sovrastante tabernacolo furono realizzati tra il 1852 e il 1854 da Pietro Spira su disegno di Francesco Lazzari ed è decorato lateralmente da due statue di Giacomo Cassetti, S. Agostino e S. Francesco di Sales. Dietro lo stesso è collocato un organo realizzato da Giovanni Battista De Lorenzi nel 1866.
Sul lato destro nella prima cappella laterale trova collocazione l'altare del Rosario (ora di Santa Bertilla), opera del Lazzari del 1859 in stile neoclassico e decorato dalla Pala della Vergine del Rosario (o della SS. Trinnità), realizzata nel 1583 da Giovanni Battista Maganza. Il secondo altare, detto della Madonna di Montebello, precedentemente collocato nella chiesa del Corpus Domini di Vicenza, venne modificato in quanto sproporzionato e le due statue del Cassetti che lo decoravano vennero collocate ai lati dell'altare maggiore. Al centro ospita una statua della Madonna di Montebello mentre superiormente al frontone sono collocate altre opere scultoree decorative del Cassetti. L'ultimo altare a destra è dedicato a San Giuseppe: realizzato nel 1876 su disegno del Lazzari conserva la pala del Transito del Patriarca, di Giovanni Busato. Tra le due ultime cappelle laterali è collocato il pulpito pensile, realizzato da Daniele Ronga.
Sul lato sinistro trova collocazione l'altare di Sant'Antonio da Padova, sempre del Lazzari, decorato dalla pala del Gesù alla colonna della bottega del Maganza. Il secondo altare è dedicato al Crocefisso ed è un'opera del 1865 di Giovanni Gasparoni. Il terzo e ultimo altare è intitolato al Redentore (o del Sacro Cuore di Gesù Cristo): anch'esso su disegno del Lazzari, ospita in una nicchia la statua del Sacro Cuore di Gesù Cristo di Pietro Dalla Vecchia.
Gli affreschi del soffitto vennero realizzati tra il 1928 e il 1930 da Francesco Noro, ed andarono a coprire quelli già precedentemente iniziati nel 1884 da Valentino Pupin e completati da Tommaso Pasqualotti due anni più tardi: tra questi l'Incoronazione della Vergine sul catino absidale, i Quattro Evangelisti nella volta del presbiterio e l'Annunciazione e la Madonna e S. Anna sul soffitto della navata. L'intervento fece sollevare dubbi sulla coerenza rispetto al disegno architettonico previsto dal Massari.

### Campanile e campane

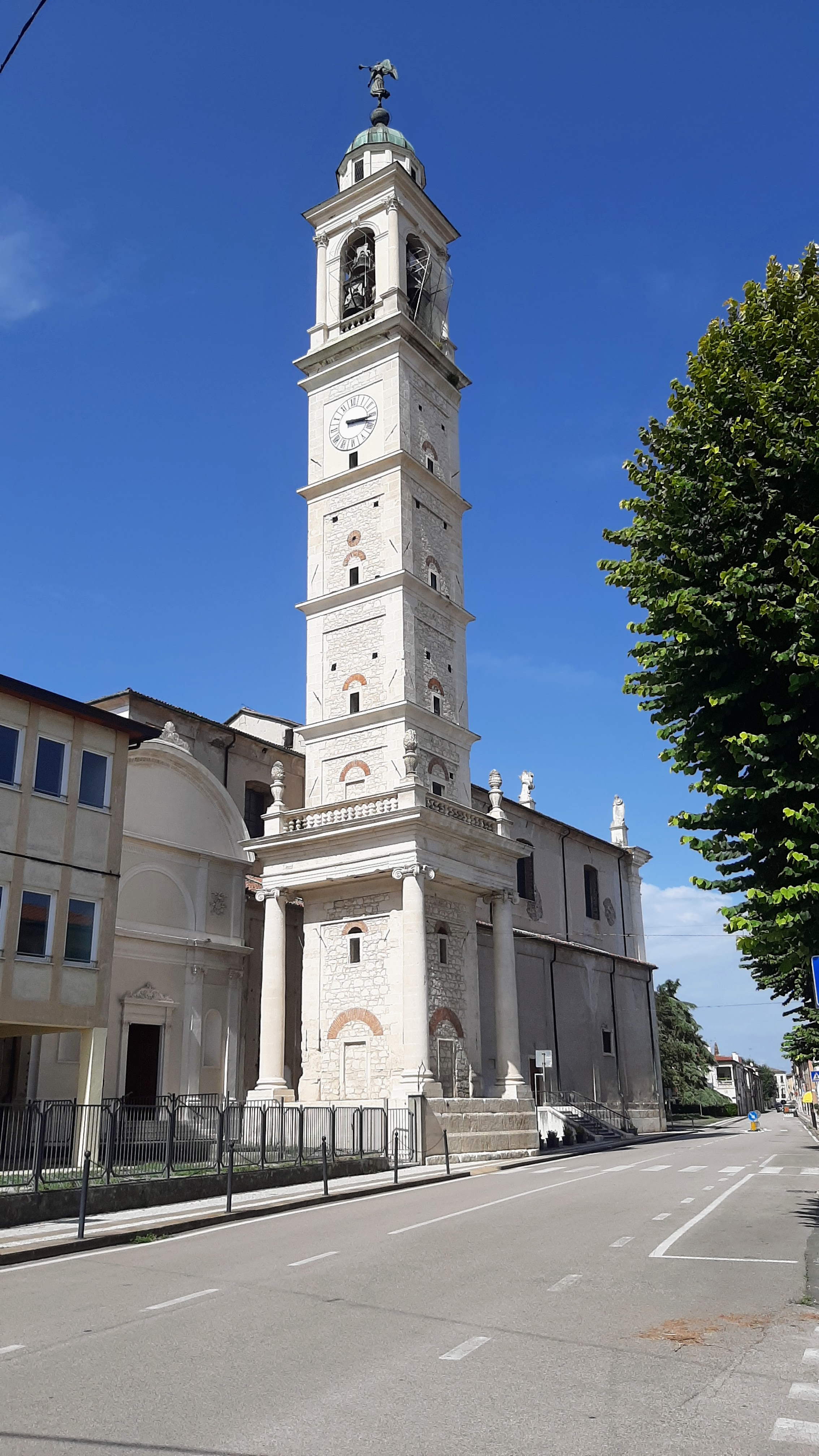
Il campanile

Accanto alla parrocchiale si erge su un alto basamento il campanile a pianta quadrata, suddiviso in più registri da cornici marcapiano; la cella presenta su ogni lato una monofora a tutto sesto protetta da balaustra ed è coronata dalla cupoletta di forma ottagonale poggiante sul tamburo. Sulla sommità del cupolino è posta la statua di un angelo.
Il concerto campanario presente oggi sulla torre, disposto su tre piani sul castello metallico, è composto da 9 campane, montate alla veronese ed elettrificate. Questi i dati del concerto:
1 – DO3, dedicata a Cristo Re – diametro 1430 mm – peso 1789 kg - Fusa nel 1967 da Cavadini di Verona
2 – RE3, dedicata all’Assunta – diametro 1280 mm - peso 1215 kg - Fusa nel 1967 da Cavadini di Verona
3 – MI3, dedicata alla Madonna di Montebello – diametro 1160 mm – peso 915 kg - Fusa nel 1967 da Cavadini di Verona
4 – FA3, dedicata alla Madonna di Lourdes, patrona degli emigrati – diametro 1085 mm - peso 754 kg - Fusa nel 1967 da Cavadini di Verona
5 – SOL3, dedicata a San Giuseppe, patrono della buona morte – diametro 965 mm - peso 533 kg - Fusa nel 1967 da Cavadini di Verona
6 – LA3, dedicata a San Cristoforo, patrono degli automobilisti – diametro 875 mm - peso 375 kg - Fusa nel 1967 da Cavadini di Verona
7 – SI3, dedicata a San Giovanni Battista, patrono degli ammalati – diametro 775 mm - peso 268 kg - Fusa nel 1967 da Cavadini di Verona
8 – DO4, dedicata a San Giovanni Bosco, patrono della gioventù – diametro 730 mm - peso 233 kg - Fusa nel 1967 da Cavadini di Verona
9 – RE4, dedicata a Santa Maria Bertilla Boscardin – diametro 645 mm - peso 159 kg - Fusa nel 1967 da Cavadini di Verona
Fu il parroco, mons. Mario Cola, a riunire i capi famiglia il 1 febbraio 1967 e a proporre l’installazione della attuale concerto campanario, al posto delle cinque esistenti, oltre ad un orologio da torre a due quadranti.

Le campane furono fuse ai primi di settembre, esposte davanti alla chiesa e consacrate dal Vescovo di Vicenza mons. Carlo Zinato.